# La sfida della fede
La sfida della fede è un saggio dello scrittore e giornalista italiano Vittorio Messori.

## Contenuto
In questo libro l'autore continua la raccolta di articoli (sono 216) apparsi sul quotidiano Avvenire a partire dal maggio 1987 in una rubrica intitolata "Vivaio". Una prima raccolta era già confluita in un primo volume dal titolo Pensare la storia. Come si legge nel sottotitolo: "Fuori e dentro la Chiesa: la cronaca in una prospettiva cristiana".

## Edizioni
- Vittorio Messori, Pensare la Storia, Edizioni San Paolo, 1993,  p. 532, ISBN 88-215-2698-4.
- Vittorio Messori, Pensare la Storia, Sugarco Edizioni, 2009,  p. 542, ISBN 978-88-7198-566-4.